# Národní park Mljet
Národní park Mljet je národní park v Chorvatsku na severozápadě ostrova Mljet. Má rozlohu 5375 ha včetně okolního moře. Byl vyhlášen 12. listopadu 1960. Na jeho území se nacházejí dvě jezera, které jsou úzkými úžinami spojené s Jaderským mořem, takže jejich voda je slaná. Úžinami pak voda střídavě proudí v závislosti na to, zdali je příliv nebo odliv. Voda v obou jezerech je až o 4 stupně teplejší než voda v okolním moři. Velké jezero má rozlohu 45 ha a dosahuje hloubky 46 m a Malé jezero má rozlohu 24 ha a dosahuje hloubky 29 m. Na Velkém jezeře se rozprostírá malý ostrůvek Sveta Marija, na kterém byl v 12. století postavený klášter benediktinů.